# Rumänien i olympiska sommarspelen 1996
Rumänien deltog i de olympiska sommarspelen 1996 med en trupp bestående av 165 deltagare, och totalt tog landet 20 medaljer.

## Boxning
Lätt flugvikt
- Sabin Bornei
  - Första omgången — Besegrade José Pérez Reyes (Dominikanska republiken), 16-10
  - Andra omgången — Förlorade mot Somrot Kamsing (Thailand), 7-18

Bantamvikt
- George Olteanu
  - Första omgången — Besegrade Samuel Álvarez (Mexiko), domaren stoppade matchen
  - Andra omgången — Besegrade Kalai Riadh (Tunisien), 16-3
  - Kvartsfinal — Förlorade mot István Kovács (Ungern), 2-24

Fjädervikt
- Leonard Doroftei →  Brons
  - Första omgången — Besegrade Julio Mboumba (Gabon), domaren stoppade matchen
  - Andra omgången — Besegrade Sergey Kopenkin (Kirgizistan), 10-1
  - Kvartsfinal — Besegrade Koba Gogoladze (Georgien), 17-8
  - Semifinals — Förlorade mot Hocine Soltani (Algeriet), 6-9

Lättvikt
- Marian Simion →  Brons
  - Första omgången — Besegrade Hussein Bayram (Frankrike), 13-6
  - Andra omgången — Besegrade Fernando Vargas (USA), 8-7
  - Kvartsfinal — Besegrade Hasan Al (Danmark), 16-8
  - Semifinals — Förlorade mot Juan Hernández Sierra (Kuba), 7-20

Lätt mellanvikt
- Francisc Vaştag
  - Första omgången — Förlorade mot Markus Beyer (Tyskland), 12-17

Tungvikt
- Ovidiu Bali
  - Första omgången — Bye
  - Andra omgången — Förlorade mot Christophe Mendy (Frankrike), domaren stoppade matchen

## Friidrott
Herrarnas 1 500 meter
- Ovidiu Olteanu
  - Kval — 3:38,33 (→ gick inte vidare)

Herrarnas 400 meter häck
- Mugur Mateescu
  - Heat — 49,97s (→ gick inte vidare)

Herrarnas 3 000 meter hinder
- Florin Ionescu
  - Heat — 8:31,34
  - Semifinal — 8:28,77 (→ gick inte vidare)

Herrarnas längdhopp
- Bogdan Tarus
  - Kval — 7,96m (→ gick inte vidare)

- Bogdan Tudor
  - Kval — 7,88m (→ gick inte vidare)

Herrarnas diskuskastning
- Costel Grasu
  - Kval — 58,56m (→ gick inte vidare)

Herrarnas 20 kilometer gång
- Costică Bălan

Damernas 10 000 meter
- Iulia Negura
  - Kval — 31:40,16
  - Final — 31:26,46 (→ 8:e plats)

Damernas 400 meter häck
- Ionela Târlea
  - Kval — 55,42
  - Semifinal — 54,41
  - Final — 54,40 (→ 7:e plats)

Damernas spjutkastning
- Felicia Tilea
  - Kval — 66,94m
  - Final — 59,94m (→ 10:e plats)

Damernas diskuskastning
- Nicole Grasu
  - Kval — 63,00m
  - Final — 63,28m (→ 7:e plats)

- Cristina Boit
  - Kval — 58,10m (→ gick inte vidare)

Damernas längdhopp
- Mihaela Gheorghiu
  - Kval — NM (→ gick inte vidare)

Damernas tresteg
- Rodica Mateescu
  - Kval — 14,22m
  - Final — 14,21m (→ 8:e plats)

Damernas sjukamp
- Liliana Nastase
  - Poäng — 5847 poäng (→ 22:e plats)

Damernas maraton
- Lidia Simon — 2:31,04 (→ 6:e plats)
- Anuța Cătună — 2:42,01 (→ 44:e plats)
- Cristina Pomacu — fullföljde inte (→ ingen notering)

Damernas 10 kilometer gång
- Norica Câmpean — 46:19 (→ 29:e plats)

## Fäktning
Herrarnas värja
- Gheorghe Epurescu
- Gabriel Pantelimon
- Aurel Bratu

Herrarnas värja, lag
- Aurel Bratu, Gheorghe Epurescu, Gabriel Pantelimon

Herrarnas sabel
- Vilmoş Szabo
- Florin Lupeică
- Mihai Covaliu

Herrarnas sabel, lag
- Florin Lupeică, Mihai Covaliu, Vilmoş Szabo

Damernas florett
- Laura Cârlescu-Badea
- Roxana Scarlat
- Reka Zsofia Lazăr-Szabo

Damernas florett, lag
- Laura Cârlescu-Badea, Reka Zsofia Lazăr-Szabo, Roxana Scarlat

## Modern femkamp
Herrar
- Adrian Toader — 5335 poäng (→ 14:e plats)

## Simhopp
Damernas 10 m
- Clara Elena Ciocan
  - Kval — 281,52
  - Semifinal — 157,41
  - Final — 256,05 (→ 10:e plats)

- Anisoara Opriea
  - Kval — 233,34 (→ gick inte vidare, 22:a plats)

## Tennis
Damsingel
- Cătălina Cristea
  - Första omgången — Förlorade mot Anke Huber (Tyskland) 6-2 4-6 2-6

- Ruxandra Dragomir
  - Första omgången — Förlorade mot Jana Novotná (Tjeckien) 4-6 4-4 retired